# Ana Pessoa Pinto

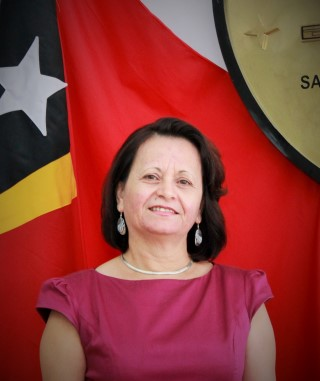
Ana Maria Pessoa Pereira da Silva Pinto

Ana Maria Pessoa Pereira da Silva Pinto (* 5. Januar 1956 in Bobonaro, Portugiesisch-Timor) ist eine Juristin und Politikerin aus Osttimor.

## Werdegang
Pessoa studierte Jura während der indonesischen Besetzung Osttimors an der Eduardo-Mondlane-Universität in Maputo (Mosambik). Ihren Abschluss machte sie im Januar 1981. Ab 1980 war sie Provinzstaatsanwältin am Volksgericht der Provinz Maputo und von September 1981 bis Oktober 1989 dort Richterin für Zivilrecht und minderjährige Straftäter. Danach arbeitete sie als wissenschaftliche Juristin im Justizministerium von Mosambik und war dort von 1990 bis 2000 die nationale Direktorin für Untersuchung und Gesetzgebung.
Ende 1999 war sie Mitglied der Gemeinsamen Anerkennungsmission der Weltbank für die Justiz in Osttimor. In der I. Übergangsregierung Osttimors unter den Vereinten Nationen wurde Pessoa am 12. Juli 2000 Ministerin für Innere Verwaltung. Da sie bei den Wahlen zur verfassunggebenden Versammlung am 30. August 2001 antreten wollte, trat Pessoa am 15. Juli zu Beginn des Wahlkampfs von ihrem Amt zurück. Auf Listenplatz 4 zog sie für die FRETILIN in die Versammlung ein, wechselte dann aber am 20. September in die II. Übergangsregierung als Justizministerin. Das Amt behielt sie dann auch in der I. Regierung bis zum 4. März 2003. Am 6. März wurde sie zur Ministerin für den Ministerrat vereidigt und am 26. Juli 2005 erhielt sie das Ressort Staatsadministration, das sie bis zum 8. August 2007 innehatte. Nach den Parlamentswahlen am 30. Juni 2007 folgte ihr Arcângelo Leite in dieses Amt, während Pessoa als Abgeordnete der FRETILIN in das Nationalparlament zurückkehrte.
Während der Präsidentschaftswahlen 2007 kam es zu mehreren Unregelmäßigkeiten im ersten Wahlgang. Fernando de Araújo, der überraschend ausgeschiedene Präsidentschaftskandidat der Partido Democrático, beschuldigte drei Regierungsmitglieder der FRETILIN an den Unregelmäßigkeiten beteiligt gewesen zu sein. So habe die Polizei im Wagen von Pessoa 350 leere Stimmzettel gefunden, der Vorfall sei aber vertuscht worden.
Am 27. März 2009 wurde Pessoa neue Generalstaatsanwältin und löste damit Longuinhos Monteiro ab, der neuer Polizeichef wurde. Im Vorfeld kündigte Pessoa ihre Mitgliedschaft in der FRETILIN und in deren Parteivorstand. Pessoas Amtszeit als Generalstaatsanwältin endete am 27. März 2013. Am 15. April wurde José da Costa Ximenes als ihr Nachfolger vereidigt.
Pessoa war Chef des Casa Civil des Staatspräsidenten Francisco Guterres (Stand 2018), bevor sie von Francisco Maria de Vasconcelos abgelöst wurde.

## Sonstiges
Pessoa ist vom Politiker José Ramos-Horta geschieden. Die beiden bekamen 1977 einen Sohn mit Namen Loro.
Am 19. Mai 2012 wurde Pessoa die Collar des Ordem de Timor-Leste verliehen.